# Eleccions legislatives senegaleses de 2012
L'1 de juliol de 2012 es van celebrar eleccions legislatives al Senegal. El resultat va ser una victòria aclaparadora de la coalició Units per l'Esperança, que fa costat al recentment elegit president Macky Sall, i que va obtenir 119 dels 150 escons de l'Assemblea Nacional. La participació electoral va ser només de 37%.